# Lotte Strauss
Lotte Strauss, född 15 april 1913 i Nürnberg i Tyskland, död 4 juli 1985, var en amerikansk patolog.
Strauss studerade medicin i Tyskland och Italien, där hon slutförde sina studier 1937. Året därpå flyttade hon till USA där hon först ägnade sig åt mikrobiologi för att så småningom istället intressera sig för patologi.
År 1941 började Strauss arbeta vid Mount Sinai-sjukhuset och där intresserade Paul Klemperer henne för pediatrisk patologi. 
År 1966 utsågs Strauss till professor. Under sin karriär publicerade hon omkring hundra artiklar i ämnet. Hon har givit namn åt Churg–Strauss syndrom (tillsammans med Jacob Churg).